# Manifesto cyborg
Manifesto cyborg o Un manifesto per Cyborg (A Cyborg Manifesto) è un saggio della filosofa statunitense Donna Haraway, pubblicato per la prima volta nel 1985 sulla rivista Socialist Review.

## Contenuto
Il concetto di cyborg in questo saggio si sviluppa a livello simbolico come il rifiuto dei dualismi fondanti della società maschilista e tardo-capitalista in cui l'autrice vive. Innanzitutto il confine che separa "umano" e "animale", poi quello tra "umano/animale" e "macchina".
Il Manifesto critica le posizioni del femminismo tradizionale, preferendo a uno sguardo sulla differenza, un approccio che si concentri invece sulle affinità. La figura del cyborg è quindi l'emblema del superamento dei limiti del binarismo di genere tradizionale ponendosi come entità ibrida che mette in crisi i confini in ambito politico e sociale. Questo testo è considerato una delle pietre miliari nello sviluppo della teoria femminista post-umanista.

## Storia editoriale
In Italia è stato raccolto nel volume Manifesto cyborg. Donne, tecnologie e biopolitiche del corpo.

## Edizioni
- (EN) Donna Haraway, A Cyborg Manifesto, 1ª ed..
- Donna Haraway, Un manifesto per Cyborg: scienza, tecnologia e femminismo socialista nel tardo Ventesimo secolo.
- Donna Haraway, Manifesto cyborg. Donne, tecnologie e biopolitiche del corpo, a cura di L. Borghi, introduzione di R. Braidotti, Milano, Feltrinelli, 1995, ISBN 8807460017.